# Regni mossi

Il territorio dei mossi nel 1530, accanto ai due grandi imperi di Mali e Songhai

L'Africa occidentale nel 1875, con i quattro regni mossi di Yatenga, Uagadugu, Tenkodogo e Gurma

I regni mossi (Moogho in lingua more), citati anche impropriamente come impero mossi, furono un gruppo di regni abitati e governati dall'etnia mossi, che dominarono la regione dell'alto fiume Volta, nell'odierno Burkina Faso, per centinaia di anni, contrastando la supremazia dei grandi imperi saheliani di Mali e Songhai e resistendo per molti secoli ai loro tentativi di annessione e islamizzazione.
Il consolidamento del potere politico e militare dei diversi regni iniziò nel XIII secolo, portando a conflitti tra i regni Mossi e gli altri potenti stati vicini. Nel 1896 i francesi presero il controllo dei regni e crearono la colonia francese dell'Alto Volta, che per molti decenni governarono in gran parte utilizzando la struttura amministrativa dei mossi. Alcuni regni mossi esistono ancora oggi come monarchie costituenti all'interno del Burkina Faso. In particolare, Naba Baongo II attualmente regna come Mogho Naba di Wogodogo (Ouagadougou). I regni di Boussouma, Fada N'gourma, Tenkodogo e Yatenga attualmente coesistono in modo simile, ciascuno con i propri monarchi. Anche se non detengono più la sovranità, conservano comunque una certa influenza culturale e politica.

## Organizzazione
I regni mossi erano organizzati attorno a cinque regni principali: Ouagadougou, Tenkodogo, Fada N'gourma, Zondoma (successivamente sostituito da Yatenga) e Boussouma. Tuttavia, vi furono fino a 19 altri regni minori, che mantenevano il collegamento con uno dei regni principali. Ciascuno di essi mantenne una significativa autonomia e indipendenza domestica, ma condividevano tra loro legami di parentela, militari e rituali. Ogni regno aveva strutture interne simili con re, ministri e altri funzionari e un alto grado di centralizzazione amministrativa. C'erano importanti rivalità tra i diversi regni, in particolare tra Yatenga e Ouagadougou. Ouagadougou, grazie anche alla sua posizione centrale, era spesso considerato il principale regno mossi, e il suo re deteneva il titolo di Mogho Naaba, ovvero "Re di tutto il mondo", ma in realtà i regni non furono mai unificati in una struttura unitaria e ciascuno di essi mantenne sempre l’autonomia di governo.
A livello locale, i mossi distinguevano tra nakombse e tengbiise. I nakombse erano coloro che potevano rivendicare legami di lignaggio con i fondatori dei regni e il potere del naam, che conferiva loro il diritto divino di governare. I tengbiise, al contrario, erano persone che erano state assimilate nei regni e non avrebbero mai avuto accesso al naam. Tuttavia, a causa dei loro legami con la zona, possedevano il tenga, ovvero il diritto di prendere decisioni sulle questioni relative alla terra. Il naam dei governanti e il sostegno del tenga erano collegati, creando un equilibrio di potere a doppio senso nella società.

## Storia

### Origini mitiche

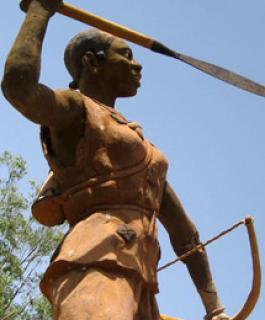
Statua raffigurante Yennenga a Ouagadougou

I resoconti dell'origine dei regni Mossi e di parti della loro storia sono imprecisi, con tradizioni orali contraddittorie in disaccordo su alcuni aspetti della storia. Secondo la tradizione prevalente, le origini degli stati mossi risalgono a quando una principessa dagomba, di nome Yennenga, lasciò la casa a causa di una disputa con suo padre, Naa Gbewaa, il fondatore del regno di Dagbon. Secondo la storia, la principessa Yennenga fuggì vestita da uomo, e giunse a casa di un cacciatore di elefanti mandé di nome Rialé. Ebbero un figlio di nome Ouédraogo a cui fu dato quel nome dal cavallo con cui Yennenga fuggì. Ouédraogo visitò suo nonno, il re di Mamprugu, all'età di quindici anni, e gli furono regalati quattro cavalli e 50 mucche. Un certo numero di cavalieri si unirono alle sue forze e con loro Ouédraogo conquistò la popolazione locale, sposò una donna di nome Pouiriketa che gli diede tre figli e costruì la città di Tenkodogo. Il figlio maggiore era Diaba Lompo, che fondò la città di Fada N'gourma. Il secondo figlio, Rawa, divenne il sovrano della provincia di Zondoma. Il suo terzo figlio, Zoungrana, divenne il sovrano di Tenkodogo dopo la morte di Ouédraogo. Zoungrana ebbe a sua volta un figlio, Oubri, che espanse ulteriormente il regno fondando Ouagadougou. Dopo il regno di Oubri, la centralizzazione e l'espansione su piccola scala dei regni furono i compiti principali dei governanti. La dinastia di Ouagadougou mantenne il controllo a Ouagadougou, ma gli altri regni fondati dai figli di Ouedraogo mantennero l'indipendenza a Tenkodogo, Fada N'gourma e Zondoma. Sotto il quinto sovrano, Komdimie (circa 1170 secondo le cronache), furono avviate due rivoluzioni da parte dei membri della dinastia Ouagadougou che fondarono il Regno di Yatenga a nord e il Regno di Rizim. La guerra tra Komdimie e Yatenga durò per molti anni, con Yatenga che alla fine conquistò il regno di Zondoma. Allo stesso tempo, Komdimie creò un nuovo livello di autorità (dimas) per i suoi figli come province separate. Avevano una certa autonomia ma riconoscevano la sovranità della dinastia Ouagadougou. Questo sistema di acquisizione del territorio e di nomina dei figli come dimas continuerà ad essere praticato da molti dei successivi governanti.

### Consolidamento

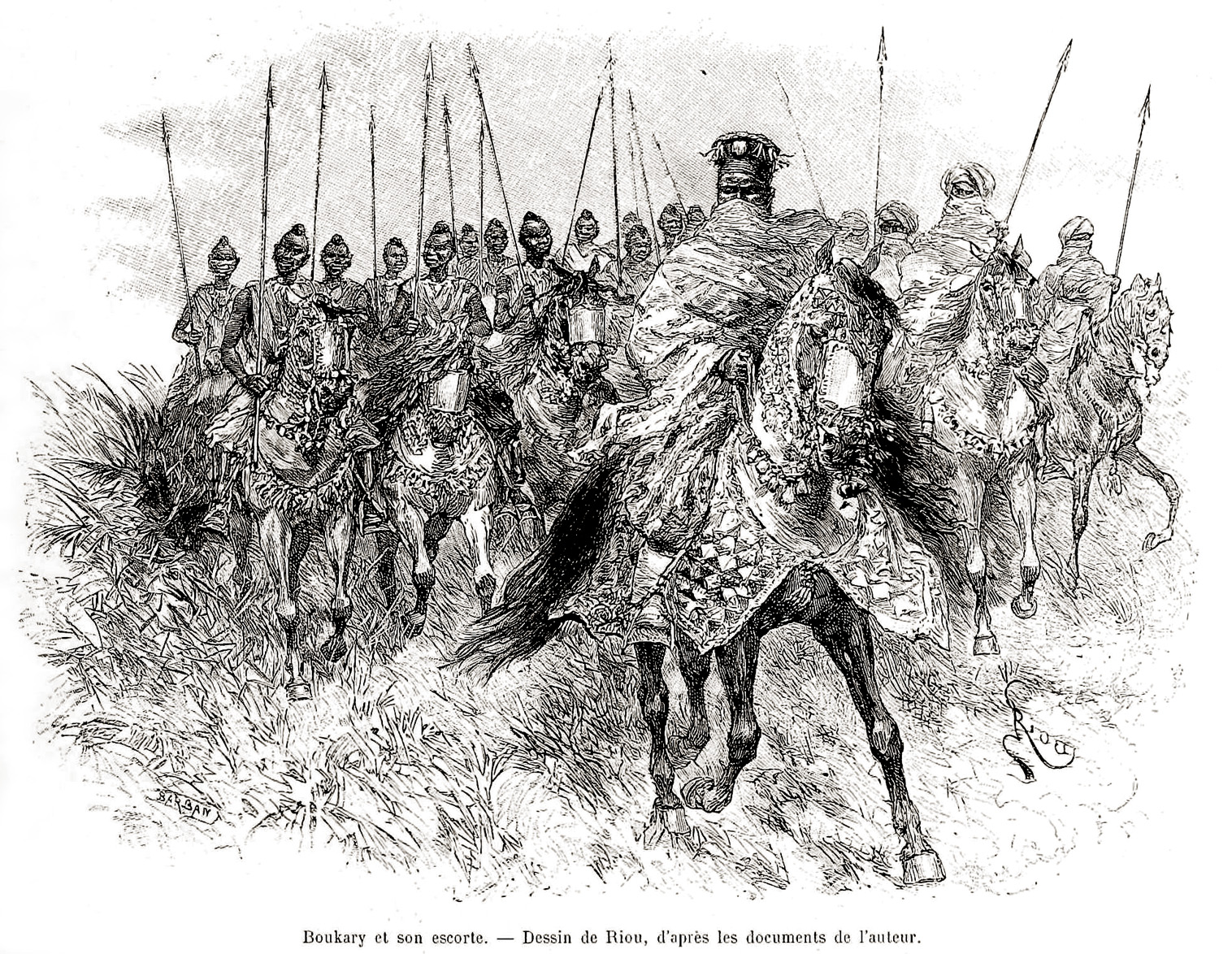
Boukary Koutou, noto anche come Wobgho, re di Ouagadougou, con la sua scorta di cavalleria, 1892. La cavalleria mossi era nota per la maestria nell'incursione in profondità nel territorio nemico.

Intorno al XIII secolo i regni mossi erano diventati una potenza regionale. Il loro crescente potere provocò conflitti più ampi con gli altri stati dell'area. Il Regno di Yatenga divenne una potenza chiave, attaccando il Mali e l'Impero Songhai tra il 1328 e il 1477, conquistando Timbuctù e saccheggiando l'importante stazione commerciale di Macina. Quando Askia Mohammad I divenne imperatore dei Songhai e desiderava diffondere l'Islam, intraprese una guerra santa contro i regni Mossi nel 1497. Sebbene le forze Mossi furono sconfitte in questo sforzo, resistettero ai tentativi di imporre l'Islam. Con la conquista del Songhai da parte dei marocchini della dinastia sa'diana nel 1591, gli stati mossi ristabilirono la loro indipendenza.
Nel XVIII secolo il potere economico e militare dei regni mossi era aumentato in modo significativo. Le relazioni commerciali con l'estero si espansero in tutta l'Africa occidentale, con importanti collegamenti con i regni fulani e l'Impero del Mali. Sebbene nella regione sorsero numerosi stati jihadisti che cercavano di diffondere con la forza l'Islam, in particolare l'Impero di Massina e il Califfato di Sokoto, i regni mossi mantennero in gran parte le loro pratiche religiose e rituali tradizionali., anche se i sovrani fecero concessioni alla crescente popolazione musulmana. A Ouagadougou, il re autorizzò un imam a leggere il Corano presso la corte, in cambio del riconoscimento del diritto genealogico a regnare in base al naam.

### Conquista francese
Il primo esploratore europeo ad entrare nella regione fu il tedesco Gottlob Krause nel 1888. Questo fu seguito da una spedizione britannica nel 1894 guidata da George Ekem Ferguson, che convinse i leader mossi a firmare un trattato di protezione. Nonostante ciò, i francesi, che avevano già annesso al loro impero la maggior parte delle aree circostanti, entrarono nella zona nel 1896 e, ignorando il trattato di protezione, conquistarono i regni mossi e li inglobarono nella colonia dell'Alto Volta. L'ultimo re di Ouagadougou, chiamato Wobgo, fu avvertito un giorno prima che le forze francesi attaccassero. Mandò una forza per affrontarli in battaglia mentre fuggiva dalla città. Il fratello di Wobgo, Kouka, divenne poi il re di Ouagadougou e si alleò con i francesi e Yatenga per cercare di catturare Wobgo. Quando francesi e britannici concordarono il confine tra le loro colonie, Wobgo perse il suo principale sistema di supporto e si ritirò con una pensione britannica a Zongoiri nella Costa d'Oro, dove morì nel 1904.
Dopo la conquista, i francesi mantennero in gran parte l'organizzazione amministrativa mossi. Nominarono il Mogho Naba di Ouagadougou leader principale della regione, e crearono cinque ministri a lui subordinati, che governavano le diverse regioni (in gran parte aderendo ai confini dei regni).